# Páncreas divisum
El páncreas divisum es una anomalía congénita que afecta al páncreas. Se caracteriza por la falta de fusión embrionaria de las porciones dorsal y ventral del órgano, lo que provoca la existencia de dos glándulas separadas. En la mayor parte de las ocasiones pasa inadvertida y no ocasiona ningún problema de salud, sin embargo en algunas ocasiones puede provocar náuseas, vómitos, dolor abdominal y pancreatitis. Se considera que la primera descripción de esta anomalía fue realizada por J. Hyrt en 1866.